# Track (banda)
Track es una banda de Heavy Metal boliviana, formada en la ciudad de Santa Cruz de la Sierra. Se formó en el año de 1990 con gran acogida por el gremio del metal en Bolivia.

## Miembros actuales
- Daniel Pesce (La Batidora) – Vocales
- Glen Vargas – Guitarra
- Roberto Gutiérrez("Pescao") – Bajo
- Raul moreno– Batería
- Eduardo Ibacache("El rey leon") - Teclado

## Discografía
- Golpea Tus Sentidos – 1990
- Ave Fénix – 1991
- Atravesando el Tiempo – 2001
- Fuerza Regresiva – 2002
- Vivo – 2007
- Con Cierto Alma del Aire – 2011
- Levantate Vago
- Libres